# Mastigoproctus formidabilis
Espèce
Mastigoproctus formidabilis est une espèce d'uropyges de la famille des Thelyphonidae.

## Distribution
Cette espèce est endémique du Venezuela. Elle se rencontre dans les États de Táchira, de Trujillo et de Mérida.

## Description
L'holotype mesure 55,5 mm.
Les mâles mesurent de 42,5 à 56,0 mm et la femelle 55,0 mm.

## Publication originale
- Hirst, 1912 : Descriptions of new arachnids of the orders Solifugae and Pedipalpi. The Annals and Magazine of Natural History, sér. 8, vol. 9, p. 229-237 (texte intégral).